# Apicum-Açu
Apicum-Açu là một đô thị thuộc bang Maranhão, Brasil. Đô thị này có diện tích 651,915 km², dân số năm 2007 là 13125 người, mật độ 20,13 người/km².